# Brigitte Pinto-Vilgé
Brigitte Pinto-Vilgé, née à Coulommiers en France le 1er janvier 1978, est une cavalière franco-portugaise, spécialiste d'endurance.

## Biographie et palmarès
Brigitte Pinto est élue athlète féminine de l'année 2013 par la fédération portugaise d'Équitation,. 
Atteinte de cancer en 2013 elle enchaîne les compétitions d'endurance. Elle termine 5e au pré raid des Jeux équestres mondiaux en 2014 à Sartilly,, et dans le même week-end en Belgique elle finit première sur la course de Mont-le-Soie.
Monture: Nita Lotoise, Shararat.